# Volta ao País Basco de 2010
A 50.ª edição da Volta ao País Basco, disputada entre 5 e 10 de abril de 2010, esteve dividida em seis etapas: cinco em estrada e a última em contrarrelógio, por um total de 906 km.
A prova integrou-se no UCI ProTour de 2010.
O vencedor final foi Chris Horner depois de impor-se na contrarrelógio final a Alejandro Valverde que em princípio obteve o segundo posto mas foi desclasificado como consequência do Caso Valverde (ver secção Alejandro Valverde e a Operação Puerto) pelo que seu posto passou ao em princípio terceiro classificado, Beñat Intxausti seguido de Joaquim Rodríguez (finalmente terceiro).
Nas classificações secundárias impuseram-se Gonzalo Rabuñal (montanha), Samuel Sánchez (regularidade, ver secção Alejandro Valverde e a Operação Puerto), Christian Meier (metas volantes) e HTC-Columbia (equipas).

## Equipas participantes
Tomaram parte na corrida 20 equipas: os 18 de categoria UCI ProTour (ao ser obrigada sua participação); mais as duas equipas espanholas de categoria Profissional Continental mediante convite da organização (Xacobeo Galicia e Andaluzia-CajaSur). Formando assim um pelotão de 159 ciclistas, com 8 corredores cada equipa (excepto o HTC-Columbia que saiu com 7), dos que acabaram 119; com 117 classificados depois das desclasificaçẽs de Alejandro Valverde e Manuel Vázquez por dopagem (ver seção Dopagem). As equipas participantes foram:
| Equipa                        | Cód. UCI | Categoria                | Chefe de filas                    |
| ----------------------------- | -------- | ------------------------ | --------------------------------- |
| Euskaltel-Euskadi             | EUS      | UCI ProTour              | Samuel Sánchez                    |
| Caisse d'Epargne              | GCE      | UCI ProTour              | Alejandro Valverde                |
| Astana                        | AST      | UCI ProTour              | David de la Fuente Daniel Navarro |
| Rabobank                      | RAB      | UCI ProTour              | Óscar Freire Robert Gesink        |
| Team HTC-Columbia             | THR      | UCI ProTour              | Michael Rogers                    |
| Liquigas-Doimo                | LIQ      | UCI ProTour              | Oliver Zaugg                      |
| Team Katusha                  | KAT      | UCI ProTour              | Joaquim Rodríguez                 |
| Lampre-Farnese Vini           | LAM      | UCI ProTour              | Damiano Cunego                    |
| Sky Professional Cycling Team | SKY      | UCI ProTour              | Bradley Wiggins                   |
| Quick Step                    | QST      | UCI ProTour              | Jérôme Pineau                     |
| Team Milram                   | MRM      | UCI ProTour              | Linus Gerdemann                   |
| Team Saxo Bank                | SAX      | UCI ProTour              | Andy Schleck Fränk Schleck        |
| Omega Pharma-Lotto            | OLO      | UCI ProTour              | Jurgen Van Den Broeck             |
| Garmin-Transitions            | GRM      | UCI ProTour              | Ryder Hesjedal David Zabriskie    |
| Footon-Servetto               | FOT      | UCI ProTour              | Eros Capecchi                     |
| FDJ                           | FDJ      | UCI ProTour              | Sandy Casar                       |
| Team RadioShack               | RSH      | UCI ProTour              | Andreas Klöden                    |
| Ag2r-La Mondiale              | ALM      | UCI ProTour              | Aleksandr Efimkin                 |
| Xacobeo Galicia               | XAC      | Profissional Continental | Ezequiel Mosquera                 |
| Andaluzia-CajaSur             | ACA      | Profissional Continental | José Ángel Gómez Marchante        |

## Etapas

### Etapa 1 - 5 de abril de 2010:Ciérvana-Ciérvana, 152 km
|   | Ciclista              | Equipa             | Tempo      |
| - | --------------------- | ------------------ | ---------- |
| 1 | Óscar Freire          | Rabobank           | 3h 57' 57" |
| 3 | Christophe Le Mével   | Française des Jeux | m.t.       |
| 4 | Ryder Hesjedal        | Garmin-Transitions | m.t.       |
| 5 | Alexandr Kolobnev     | Katusha            | m.t.       |
| 6 | Jurgen Van Den Broeck | Omega Pharma-Lotto | m.t.       |

|   | Ciclista              | Equipa             | Tempo      |
| - | --------------------- | ------------------ | ---------- |
| 1 | Óscar Freire          | Rabobank           | 3h 57' 57" |
| 2 | Christophe Le Mével   | Française des Jeux | m.t.       |
| 3 | Ryder Hesjedal        | Garmin-Transitions | m.t.       |
| 4 | Alexandr Kolobnev     | Katusha            | m.t.       |
| 5 | Jurgen Van Den Broeck | Omega Pharma-Lotto | m.t.       |

### Etapa 2 - 6 de abril de 2010:Ciérvana-Viana, 217 km
|   | Ciclista          | Equipa              | Tempo      |
| - | ----------------- | ------------------- | ---------- |
| 1 | Óscar Freire      | Rabobank            | 9h 51' 38" |
| 3 | Francesco Gavazzi | Lampre-Farnese Vini | + 1"       |
| 4 | Michael Albasini  | HTC-Columbia        | m.t.       |
| 5 | Samuel Sánchez    | Euskaltel-Euskadi   | m.t.       |
| 6 | Ryder Hesjedal    | Garmin Transitions  | m.t.       |

|   | Ciclista           | Equipa             | Tempo      |
| - | ------------------ | ------------------ | ---------- |
| 1 | Óscar Freire       | Rabobank           | 9h 51' 38" |
| 2 | Ryder Hesjedal     | Garmin-Transitions | + 1"       |
| 3 | Aleksandr Kolobnev | Katusha            | m.t.       |
| 4 | Rigoberto Urán     | Caisse d'Epargne   | m.t.       |
| 5 | Daniel Martin      | Garmin-Transitions | m.t.       |

### Etapa 3 - 7 de abril de 2010:Viana-Amurrio, 187 km
|   | Ciclista           | Equipa              | Tempo      |
| - | ------------------ | ------------------- | ---------- |
| 1 | Francesco Gavazzi  | Lampre-Farnese Vini | 4h 49' 52" |
| 2 | Óscar Freire       | Rabobank            | m.t.       |
| 3 | Peter Velits       | HTC-Columbia        | m.t.       |
| 4 | Aleksandr Bocharov | Katusha             | m.t.       |
| 5 | Samuel Sánchez     | Euskaltel-Euskadi   | m.t.       |

|   | Ciclista              | Equipa             | Tempo       |
| - | --------------------- | ------------------ | ----------- |
| 1 | Óscar Freire          | Rabobank           | 14h 31' 30" |
| 2 | Ryder Hesjedal        | Garmin-Transitions | + 3"        |
| 3 | Aleksandr Kolobnev    | Katusha            | m.t.        |
| 4 | Haimar Zubeldia       | RadioShack         | m.t.        |
| 5 | Jurgen Van Den Broeck | Omega Pharma-Lotto | m.t.        |

### Etapa 4 - 8 de abril de 2010:Murguía Zuya-Eibar(Arrate), 160 km
|   | Ciclista               | Equipa             | Tempo      |
| - | ---------------------- | ------------------ | ---------- |
| 1 | Samuel Sánchez         | Euskaltel-Euskadi  | 4h 05' 16" |
| 3 | Robert Gesink          | Rabobank           | +2"        |
| 4 | Chris Horner           | RadioShack         | m.t.       |
| 5 | Beñat Intxausti        | Euskaltel-Euskadi  | + 33"      |
| 6 | Jean-Christophe Péraud | Omega Pharma-Lotto | m.t.       |

|   | Ciclista               | Equipa              | Tempo       |
| - | ---------------------- | ------------------- | ----------- |
| 1 | Chris Horner           | RadioShack          | 18h 46' 51" |
| 2 | Robert Gesink          | Rabobank            | m.t.        |
| 3 | Jean-Christophe Péraud | Omega Pharma-Lotto  | + 31"       |
| 4 | Beñat Intxausti        | Euskaltel-Euskadi   | m.t.        |
| 5 | Damiano Cunego         | Lampre-Farnese Vini | + 38"       |

### Etapa 5 - 9 de abril de 2010:Eibar-Orio, 170 km
|   | Ciclista          | Equipa              | Tempo      |
| - | ----------------- | ------------------- | ---------- |
| 1 | Joaquim Rodríguez | Katusha             | 4h 07' 52" |
| 2 | Samuel Sánchez    | Euskaltel-Euskadi   | + 14"      |
| 4 | Chris Horner      | RadioShack          | m.t.       |
| 5 | Sandy Casar       | Française des Jeux  | + 20"      |
| 5 | Francesco Gavazzi | Lampre-Farnese Vini | m.t.       |

|   | Ciclista               | Equipa             | Tempo       |
| - | ---------------------- | ------------------ | ----------- |
| 1 | Chris Horner           | RadioShack         | 22h 54' 57" |
| 2 | Joaquim Rodríguez      | Katusha            | + 33"       |
| 3 | Jean-Christophe Péraud | Omega Pharma-Lotto | + 37"       |
| 4 | Beñat Intxausti        | Euskaltel-Euskadi  | m.t.        |
| 5 | Andy Schleck           | Saxo Bank          | + 44"       |

### Etapa 6 - 10 de abril de 2010:Orio-Aya-Orio(CRI), 22 km
|   | Ciclista        | Equipa            | Tempo   |
| - | --------------- | ----------------- | ------- |
| 1 | Chris Horner    | RadioShack        | 32' 33" |
| 3 | Maxime Monfort  | HTC-Columbia      | + 13"   |
| 4 | Michael Rogers  | HTC-Columbia      | + 18"   |
| 5 | Beñat Intxausti | Euskaltel-Euskadi | + 21"   |
| 6 | Samuel Sánchez  | Euskaltel-Euskadi | + 23"   |

|   | Ciclista               | Equipa             | Tempo       |
| - | ---------------------- | ------------------ | ----------- |
| 1 | Chris Horner           | RadioShack         | 23h 27' 30" |
| 2 | Beñat Intxausti        | Euskaltel-Euskadi  | + 58"       |
| 3 | Joaquim Rodríguez      | Katusha            | + 1' 06"    |
| 4 | Jean-Christophe Péraud | Omega Pharma-Lotto | + 1' 10"    |
| 5 | Marco Pinotti          | HTC-Columbia       | + 1' 18"    |

## Classificações finais

### Classificação geral
| Posição | Ciclista               | Equipa              | Tempo       |
| ------- | ---------------------- | ------------------- | ----------- |
|         | Chris Horner           | RadioShack          | 23h 27' 30" |
| 2       | Beñat Intxausti        | Euskaltel Euskadi   | + 58"       |
| 3       | Joaquim Rodríguez      | Katusha             | + 1' 06"    |
| 4       | Jean-Christophe Péraud | Omega Pharma-Lotto  | + 1' 10"    |
| 5       | Marco Pinotti          | Lampre-Farnese Vini | + 1' 18"    |
| 6       | Sandy Casar            | Française des Jeux  | + 1' 47"    |
| 7       | Samuel Sánchez         | Euskaltel-Euskadi   | + 1' 58″    |
| 8       | Robert Gesink          | Rabobank            | + 1' 59″    |
| 9       | Dries Devenyns         | Quick Step          | + 2' 27″    |
| 10      | Jurgen Van Den Broeck  | Omega Pharma-Lotto  | + 2' 37″    |

### Classificação da montanha
| Posição | Ciclista             | Equipa          | Pontos |
| ------- | -------------------- | --------------- | ------ |
|         | Gonzalo Rabuñal      | Xacobeo Galicia | 23     |
| 2       | José Alberto Benítez | Footon-Servetto | 19     |
| 3       | Michael Albasini     | HTC-Columbia    | 16     |
| 4       | Jakob Fuglsang       | Saxo Bank       | 16     |
| 5       | Johannes Fröhlinger  | Milram          | 14     |

### Classificação da regularidade
| Posição | Ciclista          | Equipa              | Pontos |
| ------- | ----------------- | ------------------- | ------ |
|         | Samuel Sánchez    | Euskaltel-Euskadi   | 79     |
| 3       | Óscar Freire      | Caisse d'Epargne    | 60     |
| 4       | Chris Horner      | RadioShack          | 53     |
| 5       | Francesco Gavazzi | Lampre-Farnese Vini | 51     |
| 6       | Joaquim Rodríguez | Katusha             | 46     |

### Classificação de metas volantes
| Posição | Ciclista         | Equipa             | Pontos |
| ------- | ---------------- | ------------------ | ------ |
|         | Christian Meier  | Garmin-Transitions | 14     |
| 2       | Jakob Fuglsang   | Saxo Bank          | 9      |
| 3       | Egoi Martínez    | Euskaltel-Euskadi  | 9      |
| 4       | Michael Albasini | HTC-Columbia       | 9      |
| 5       | Serguei Klimov   | Katusha            | 8      |

### Classificação por equipas
| Posição | Equipa            | Tempo       |
| ------- | ----------------- | ----------- |
|         | HTC-Columbia      | 70h 28' 40" |
| 2       | RadioShack        | + 17"       |
| 3       | Euskaltel-Euskadi | + 2' 14"    |
| 4       | Caisse d'Epargne  | + 6' 09"    |
| 5       | Katusha           | + 14' 32"   |

## Evolução das classificações
| Etapa (Vencedor)               | Classificação geral | Classificação da montanha | Classificação da regularidade | Classificação de meta-las volantes | Classificação por equipas |
| ------------------------------ | ------------------- | ------------------------- | ----------------------------- | ---------------------------------- | ------------------------- |
| 1.ª etapa (Óscar Freire)       | Óscar Freire        | Gonzalo Rabuñal           | Óscar Freire                  | Christian Meier                    | RadioShack                |
| 2.ª etapa (Óscar Freire)       | Óscar Freire        | Gonzalo Rabuñal           | Óscar Freire                  | Christian Meier                    | RadioShack                |
| 3.ª etapa (Francesco Gavazzi)  | Óscar Freire        | Gonzalo Rabuñal           | Óscar Freire                  | Christian Meier                    | RadioShack                |
| 4.ª etapa (Samuel Sánchez)     | Chris Horner        | Amets Txurruka            | Óscar Freire                  | Christian Meier                    | RadioShack                |
| 5.ª etapa (Joaquim Rodríguez)  | Chris Horner        | Amets Txurruka            | Samuel Sánchez                | Christian Meier                    | RadioShack                |
| 6.ª etapa (CRI) (Chris Horner) | Chris Horner        | Gonzalo Rabuñal           | Samuel Sánchez                | Christian Meier                    | RadioShack                |
| Final                          | Chris Horner        | Gonzalo Rabuñal           | Samuel Sánchez                | Christian Meier                    | HTC-Columbia              |

## Dopagem

### Alejandro Valverde e a Operação Puerto
Apesar de que Alejandro Valverde não desse positivo nesta corrida nem nas anteriores durante o ano, a 30 de maio a UCI, a instâncias do TAS, decidiu anular todos os resultados do ciclista espanhol durante o 2010 devido ao Caso Valverde.
Portanto oficialmente Valverde foi desclasificado da rodada basca com a indicação "0 DSQ" (desclassificado) ainda que indicando o tempo e pontos das classificações parciais e finais. Na que tinha ganhado a 1.ª e 2.ª etapa, foi segundo na 4.ª e 6.ª etapa e terceiro na 5.ª etapa como resultados parciais mais destacados; ademais, nas classificações finais foi segundo na geral e vencedor da regularidade como resultados finais mais destacados. Todos seus resultados foram anulados e seu posto ficou vaga excepto nos que saiu vitorioso no que o segundo apanhou seu posto ficando a segundo vaga; e na da classificação geral diária e final que nesse caso sua exclusão supôs que os corredores que ficaram por trás dele (até 20.º) subissem um posto na classificação, ficando vaga a vigésima posição. Tendo sua participação só incidência na classificação por equipas como costuma ser habitual nestes casos de expulsão de corredores.
Esta sanção também teve incidência no UCI World Ranking já que seus pontos das vitórias e da classificação geral passaram a outros corredores se reestruturando assim não só a classificação individual senão a de por equipas e a de por países.

### Manuel Vázquez
Por sua vez, Manuel Vázquez que ficou 26.º deu positivo por EPO a 20 de março de 2010. Finalmente um ano depois a UCI anulou-lhe todos seus resultados desde o positivo, ficando vaga seu posto nesta prova.